# Lepidium pseudohyssopifolium
Lepidium pseudohyssopifolium är en korsblommig växtart som beskrevs av Hewson. Lepidium pseudohyssopifolium ingår i släktet krassingar, och familjen korsblommiga växter. Inga underarter finns listade i Catalogue of Life.